# 莫戈永山

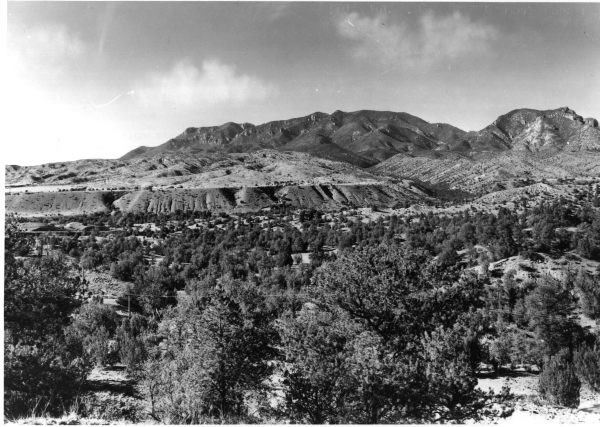
从180号美国国道看去的莫戈永山脉。

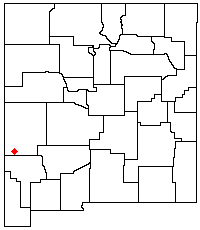
新墨西哥西部莫戈永山脉的位置。

莫戈永山脉或莫戈永山（英語：Mogollon Mountains，/mʌɡɪˈjoʊn/或/moʊɡəˈjoʊn/），是一条位于美國西南部新墨西哥州西南部的格蘭特縣和卡特倫縣的山脉，大部分在吉拉国家森林保护区。

## 地理
莫戈永山脈位於希拉河的以西，旧金山河的以東的區域，介於保護區與银城之間。南北大約48公里長，形成部份的希拉河與旧金山河間的分水嶺。山脉的顶部位于180号美国国道以东24千米的地方，它平行穿过了旧金山河的一部分。海拔比它低一点的名为Sierra Aguilada的小山脉与180号国道的西部接壤。莫戈永山脉的绝大部分坐落于吉拉荒野中的吉拉国家森林保护区。
莫戈永山脉的最高峰就是海拔为3,321米的怀特沃特鲍尔迪山，它同时也是新墨西哥州西南部的最高峰。山脉也包括了其他五座海拔超过10000英尺的山峰，最引人瞩目的就是莫戈永鲍尔迪山（海拔10778英尺，3285千米）。

## 地质
莫戈永山脉作为莫戈永-達蒂爾火山原的一部分，形成于四千到两千五百万年前。温泉所在的山区仍然有残余的火山活动。

## 历史
莫戈永山脉是根据西班牙殖民时期，新西班牙副王區内的新萊昂州1712年到1715年任期内的地方长官胡安·伊格纳西奥·弗洛雷斯·莫戈永而命名的。
从公元前300年到公元1300年山脉中的原住民创造了明布雷斯文化。后来的民族包括属于阿帕契族的奇里卡瓦人和明布雷斯人。据说，1829年傑羅尼莫出生在这儿。
19世纪90年代初，采矿业在这个地区兴起，并且繁荣了好几十年。
不要把莫戈永山脉跟位于它西北方向约100英里（160）的亚利桑那州的一座名为莫戈隆缘的陡坡混为一谈。